# Espace (revue)
Pour les articles homonymes, voir Espace.
La revue Espace, sous-titrée « art actuel, pratiques et perspectives », s'intéresse aux pratiques artistiques associées à la notion de spatialité. Ses dossiers présentent des réflexions critiques, des comptes-rendus d'exposition ainsi que des analyses de pratiques artistiques singulières. La revue cherche à promouvoir les nouveaux talents au Québec et à l'international.

## Histoire de la revue
À sa fondation en 1987 par le Centre de diffusion 3D, une maison d'édition créée par Serge Fisette, Édouard Lachapelle et Joëlle Morosoli, la revue Espace se consacre à l'analyse et la promotion de l'art de la sculpture. En 2013, André-Louis Paré devient directeur de la revue, un poste qu'il occupe encore aujourd'hui. Ce changement de direction a conduit à un renouvellement de la politique éditoriale de la revue qui s'intéresse désormais non seulement à la sculpture, mais aussi aux autres formes d'art en relation avec la notion de spatialité. En effet, c'est avec le numéro 107 intitulé Re-penser la sculpture ? que la revue inaugure son nouvel angle éditorial accompagné d'une nouvelle identité visuelle. Alors que le logo initial mettait l'accent sur l'art de la sculpture, le nouveau logo suggère un intérêt envers une diversité de pratiques artistiques ainsi qu'un engagement éditorial envers l'art actuel qui devient, d'ailleurs, le sous-titre de la revue.
Espace est membre du regroupement Pied Carré, le Regroupement des créateurs du Secteur St-Viateur Est, aux côtés d'autres revues québécoises d'art comme Ciel variable. Espace est aussi membre de la Société de développement des périodiques culturels québécois.

## Comité de rédaction, contributeurs et contributrices
Le comité de rédaction de la revue Espace est composé de Mélanie Boucher, Peter Dubé, André-Louis Paré, Bénédicte Ramade, Aseman Sabet, Bernard Schütze et Mathieu Teasdale.

### Rédacteurs en chef
- 1987- 2013: Serge Fisette, Édouard Lachapelle et Joëlle Morosoli[1].
- 2013-aujourd'hui: André-Louis Paré[7].

## Prix et honneurs
- 2013: finaliste du prix d'excellence de la SODEP dans la catégorie «page couverture» pour le travail de Claude Guérin dans le n°100[8].
- 2015: finaliste du prix d'excellence de la SODEP dans la catégorie «pages intérieures» pour le travail de Dominique Mousseau dans le n°107[9].
- 2016: lauréat (ex aequo avec la revue L'inconvénient ) du prix d'excellence de la SODEP dans la catégorie «essai, analyse et théorie» pour «(No)Where to go from Here» de Bernard Schütze[10].
- 2016: lauréat du prix d'excellence de la SODEP dans la catégorie «page couverture» pour «People From Far Away» de Dominique Mousseau et Gérald Machona[10].
- 2016: lauréat du prix d'excellence de la SODEP dans la catégorie «pages intérieures» pour le travail de Dominique Mousseau dans le n°111[10].
- 2017: finaliste du prix d'excellence de la SODEP dans la catégorie «page couverture» pour la couverture du n°113 de Mathieu Lefèvre[11].
- 2017: finaliste du prix d'excellence de la SODEP dans la catégorie «pages intérieures» dans le n°113 de Dominique Mousseau[11].
- 2018: finaliste du prix d'excellence de la SODEP dans la catégorie «pages intérieures» pour «Dossier Numérique/Digital + section Entretiens» de Dominique Mousseau[12].
- 2019: finaliste du prix d'excellence de la SODEP dans la catégorie «conception graphique» pour «Blessure | Wounds (à partir de l’œuvre Pipe – série Code Switching – de Nadia Myre)» de Dominique Mousseau et Nadia Myre[13].
- 2019: finaliste du prix d'excellence de la SODEP dans la catégorie «pages intérieures» pour «Dossier Art spatial | Space Art, section Entretiens et Portefolio» de Dominique Mousseau[13].
- 2020: finaliste du prix d'excellence de la SODEP dans la catégorie «article de fond ou reportage» pour «Le destin des monuments : réflexions sur la commémoration publique» d'Annie Guérin[14].
- 2020: finaliste du prix d'excellence de la SODEP dans la catégorie «pages intérieures» pour «Dossier De la destruction/On Destruction, puis sections Entretien, Essai et Art public et pratiques urbaines» de Dominique Mousseau[14].

- 2021: finaliste du prix d'excellence de la SODEP dans la catégorie «recension critique» pour «Àbadakone | Feu continuel: art contemporain indigène international» d'Alexia Pinto Ferretti[15].
- 2021: finaliste du prix d'excellence de la SODEP dans la catégorie «pages intérieures» pour «Dictatures | Dictatorships (Dossier + Entretiens + débat)» de Dominique Mousseau[15].